# Starsplash
Starsplash ist ein Hands-up-Duo, welches aus dem Niederländer Charly Lownoise und dem Deutschen Franky Tunes bestand. Es wurde 2001 gegründet. In den Jahren 2001–2005 hatten Starsplash ihre erfolgreichste Schaffenszeit. Die Singles "Wonderful Days 2001" und "Free" erreichten Top-10-Platzierungen in den deutschen Charts. Ihre Produktionen erschienen beim Label Kontor Records. 2020 und 2021 wirkten sie noch bei den Singles „Live as Me“ von Vize und „Ikebe“ von Moveek mit.

## Diskografie

### Alben
| Jahr | Titel            | Höchstplatzierung, Gesamtwochen, AuszeichnungChartplatzierungen (Jahr, Titel, Platzierungen, Wochen, Auszeichnungen, Anmerkungen) | Höchstplatzierung, Gesamtwochen, AuszeichnungChartplatzierungen (Jahr, Titel, Platzierungen, Wochen, Auszeichnungen, Anmerkungen) | Anmerkungen |
| Jahr | Titel            | DE | AT | Anmerkungen |
| ---- | ---------------- | --- | --- | ----------- |
| 2002 | Here We Go Again | DE24 (4 Wo.)DE | AT58 (2 Wo.)AT |             |
| 2003 | Friends          | DE31 (3 Wo.)DE | — |             |

Weitere Alben
- 2004: Back By Popular Demand

### Singles
| Jahr | Titel Album                            | Höchstplatzierung, Gesamtwochen, AuszeichnungChartplatzierungen (Jahr, Titel, Album, Platzierungen, Wochen, Auszeichnungen, Anmerkungen) | Höchstplatzierung, Gesamtwochen, AuszeichnungChartplatzierungen (Jahr, Titel, Album, Platzierungen, Wochen, Auszeichnungen, Anmerkungen) | Höchstplatzierung, Gesamtwochen, AuszeichnungChartplatzierungen (Jahr, Titel, Album, Platzierungen, Wochen, Auszeichnungen, Anmerkungen) | Anmerkungen                                      |
| Jahr | Titel Album                            | DE | AT | CH | Anmerkungen                                      |
| ---- | -------------------------------------- | --- | --- | --- | ------------------------------------------------ |
| 2001 | Wonderful Days 2001 Here We Go Again   | DE4 (10 Wo.)DE | AT7 (16 Wo.)AT | CH97 (1 Wo.)CH | Charly Lownoise & Mental Theo present Starsplash |
| 2001 | Free Here We Go Again                  | DE8 (12 Wo.)DE | AT12 (15 Wo.)AT | CH98 (1 Wo.)CH |                                                  |
| 2002 | Rainbow In The Sky Here We Go Again    | DE22 (8 Wo.)DE | AT20 (11 Wo.)AT | — |                                                  |
| 2003 | Travel Time Friends                    | DE11 (8 Wo.)DE | AT26 (7 Wo.)AT | — |                                                  |
| 2003 | Endless Fantasy Friends                | DE20 (6 Wo.)DE | AT35 (16 Wo.)AT | — |                                                  |
| 2003 | Fly Away (Owner Of Your Heart) Friends | DE24 (7 Wo.)DE | AT43 (3 Wo.)AT | — | feat. Daisy Dee                                  |
| 2004 | Alive Back By Popular Demand           | DE51 (5 Wo.)DE | AT56 (2 Wo.)AT | — |                                                  |
| 2004 | Can U Kick It Back By Popular Demand   | DE46 (4 Wo.)DE | AT47 (2 Wo.)AT | — |                                                  |
| 2004 | Hardstyle Back By Popular Demand       | DE66 (3 Wo.)DE | — | — |                                                  |

Weitere Singles
- 2005: Cold As Ice
- 2007: Cold As Ice 2007
- 2011: Computerliebe

### DJ-Mixes
- 2002: Kontor Top Of The Clubs Vol. 15
- 2003: Kontor Top Of The Clubs Vol. 20
- 2007: Technics DJ Set Vol. 18